# Bibi & Tina: Voll verhext!
Bibi & Tina: Voll verhext! is een Duitse familiefilm uit 2014 van Detlev Buck. De film is het vervolg op Bibi & Tina, die 9 maanden eerder in première ging.

## Verhaal
De halfbroers Tarik en Ole Schmüll breken in op het kasteel van graaf Falko von Falkenstein in opdracht van Angus Naughty. Ze maken enkele schilderijen en de kostbare verzameling monocles buit. Ook op de manege verloopt niet alles volgens plan. Het vakantieseizoen is reeds begonnen maar er arriveerden nog geen gasten. Heks Bibi Blocksberg en haar vriendin Tina proberen zo snel mogelijk de diefstal op te lossen en gasten naar de manege te lokken. Bibi Blocksberg wordt ook nog verliefd op Tarik Schmüll.

## Rolverdeling
| Acteur              | Personage                   |
| ------------------- | --------------------------- |
| Lina Larissa Strahl | Bibi Blocksberg             |
| Lisa-Marie Koroll   | Tina Martin                 |
| Louis Held          | Alexander von Falkenstein   |
| Michael Maertens    | graaf Falko von Falkenstein |
| Fabian Buch         | Holger Martin               |
| Winnie Böwe         | Susanne Martin              |
| Olli Schulz         | Angus Naughty               |
| Emilio Moutaoakkils | Tarik Schmüll               |
| Ivo Kortlang        | Ole Schmüll                 |
| Ruby O. Fee         | Sophia                      |